# Chomiec (rejon złoczowski)
Chomiec (ukr. Хомець) – wieś na Ukrainie w rejonie złoczowskim obwodu lwowskiego.
Słownik geograficzny Królestwa Polskiego wspomina o wzgórzu o takiej nazwie o wysokości 362 m n.p.m.